# Phi Velorum
Phi Velorum (φ Vel / φ Velorum) ist ein Stern im Sternbild Vela. Mit einer scheinbaren Helligkeit von 3,52m ist er mit dem bloßen Auge einigermaßen gut wahrnehmbar. Als bläulichweiß leuchtender Überriese wird er der Spektralklasse F5 Ib zugerechnet. Parallaxenmessungen der Raumsonde Gaia ergaben, dass der Stern etwa 1710 Lichtjahre von der Erde entfernt ist.